# Henry Carlsson
Nils Gustav Henry Carlsson, detto Garvis (Falköping, 27 ottobre 1917 – Solna, 28 maggio 1999), è stato un calciatore e allenatore di calcio svedese, di ruolo centrocampista.

## Carriera
Vinse due volte la Liga con l'Atlético Madrid (1950, 1951).
Con la sua nazionale prese parte alle Olimpiadi del 1948 e vi ottenne la medaglia d'oro.

## Palmarès

### Giocatore

#### Club
- Campionato spagnolo: 2

Atletico Madrid: 1949-1950, 1950-1951
- Coppa Eva Duarte: 1

Atletico Madrid: 1951

#### Nazionale
- Oro olimpico: 1

Londra 1948